# Franz Weiss
Franz Weiss (18. januar 1778 i Schlesien—25. januar 1830 i Wien) var en tysk bratschist og komponist.
Weiss var medlem af Andrej Razumovskijs privatkvartet i Wien. Han komponerede blandt andet symfonier, ouverturer, strygekvartetter och -kvintetter, pianosonater samt fløjte- og violinduetter.

## Källor
- Weiss, Franz i J. Leonard Höijer, Musik-Lexikon (1864)